# Verzorgingsplaats Ganzenven
Verzorgingsplaats Ganzenven is een Nederlandse verzorgingsplaats, gelegen aan de noordzijde van de A50 Emmeloord-Eindhoven tussen afrit 17 en knooppunt Paalgraven in de gemeente Maashorst.
Aan de andere kant van de snelweg ligt verzorgingsplaats De Gagel.
Richting Emmeloord: De Gagel · De Slenk · De Somp · Kolthoorn · Zalkerbroek
Richting Eindhoven: Zalkerbroek · Het Veen · De Brink · De Schaars · Weerbroek · Ganzenven · Sonse Heide